# Rune Andréasson
Rune Herbert Emanuel Andréasson, född 11 augusti 1925 i Lindome församling, Hallands län, död 15 december 1999 i Vikens församling, Höganäs kommun, Skåne län, var en svensk serieskapare och animatör. Han är mest känd för att ha skapat serien Bamse – världens starkaste björn.
Andréasson inledde sin karriär 1944, med tecknade serier för mindre barn i både dags-, vecko- och seriepressen. Bland de mer kända skapelserna fanns Lille Rikard och hans katt (1951–1972) och Pellefant (skapad 1962, överlämnad till andra 1975).
Mest framgångsrik blev serien Bamse, som skapades 1966 och fick en egen serietidning 1973. Serien blev också animerad film ett antal gånger, första gången redan 1966. Bamse utvecklades till Sveriges mest framgångsrika svenska barnserie. Rune Andréasson lämnade redaktörskapet på tidningen 1990, varefter han återupptog produktionen av bilderböcker med figurerna från serien.

## Biografi

### Ungdomstiden

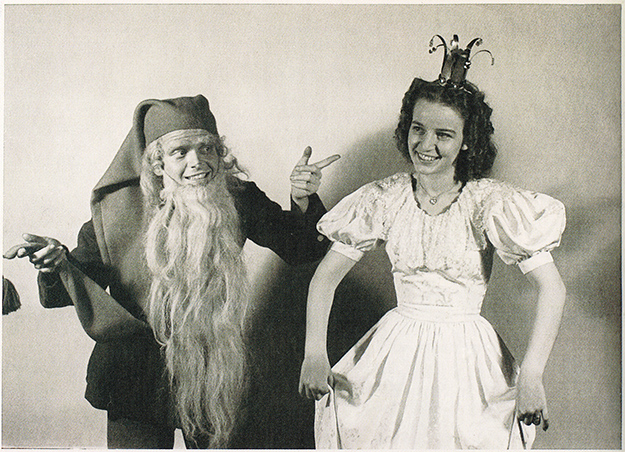
Syskonen Rune och Ulla Andréasson i en julpjäs på Göteborgs stadsteater 1946.

Rune Andreasson växte upp i Göteborg med en far som arbetade som försäkringsinspektör och tecknade på fritiden, och ville bli serietecknare efter att ha sett Tre små grisar på bio som åttaåring. Som tolvåring 1938 fick Andréasson för första gången en teckning publicerad i pressen (i Göteborgs-Tidningen) och senare samma år scendebuterade han som barnskådespelare på Göteborgs stadsteater, vilket följdes av flera statistuppdrag.
Under gymnasietiden på Hvitfeldtska debuterade han som sagoillustratör (1942) och serietecknare (1944 med Äventyr bland djuren, senare kallad Brum) i Allers Familj-journal.
Efter studentexamen gick Andréasson i Maria Schildknechts elevskola vid Göteborgs stadsteater 1944–1947
samtidigt som han kontinuerligt skrev och tecknade strippserien Brum (1945–1967) och sagoföljetongen Åsnan Kal från Slottsskogen (1945–1952) för Göteborgs-Postens lördagsbilaga.
Under militärtjänstgöring i Stockholm skapade han Nicke Bock från Skansen, en variant på Åsnan Kal, som gick i Stockholms-Tidningen åren 1948–1950. En svensk marknad för serietidningar uppstod vid denna tid varvid Andréasson skapade sin första serie i serietidningsformat: serien Teddys äventyr som trycktes som ett fristående häfte i utgivningsserien Algas seriebok (nr 10, 1950), utgiven så först sedan själva serien blivit publicerad i Holland. Den var en Disney-inspirerad äventyrsserie om den starke huvudpersonen Teddy Björn och hans vänner Lasse Skutt och Hasse Skalman.
Rune Andréasson drömde samtidigt om att göra karriär som filmtecknare på Disneystudion i USA; det närmaste detta han kom var ett erbjudande från Walt Disney (i samband med ett personligt möte i Köpenhamn 1951) om att få arbeta för Disney i Skandinavien, vilket Rune Andréasson avböjde. Hela sin karriär såg Andréasson sina historier som filmer i sitt inre, som han tvunget fick översätta till enskilda bilder.
Andréassons nästa långkörare Lille Rikard och hans katt (1951–1972) inleddes i Aftonbladet och förekom senare i bl.a. Göteborgs-Posten (1954–1973) och i flera utländska tidningar.

### Genombrott
Med regelbunden medverkan i Serieförlagets flaggskepp Tuff och Tuss (1953–1958) nådde Rune Andréasson ökad popularitet som serieskapare; tidningen fick god kritik och det fasta inslaget Teddys äventyr blev läsarnas favorit. Framgången följdes bland annat av julalbumet Teddys jul (1953–54), övertagandet av jultidningen Julbocken (1954–1967), kapitelboken Pellefant i Gottlandet (1954), teaterpjäsen Åsnan Kal från Slottsskogen (1955) och den egna serietidningen Teddy (1959–1960).

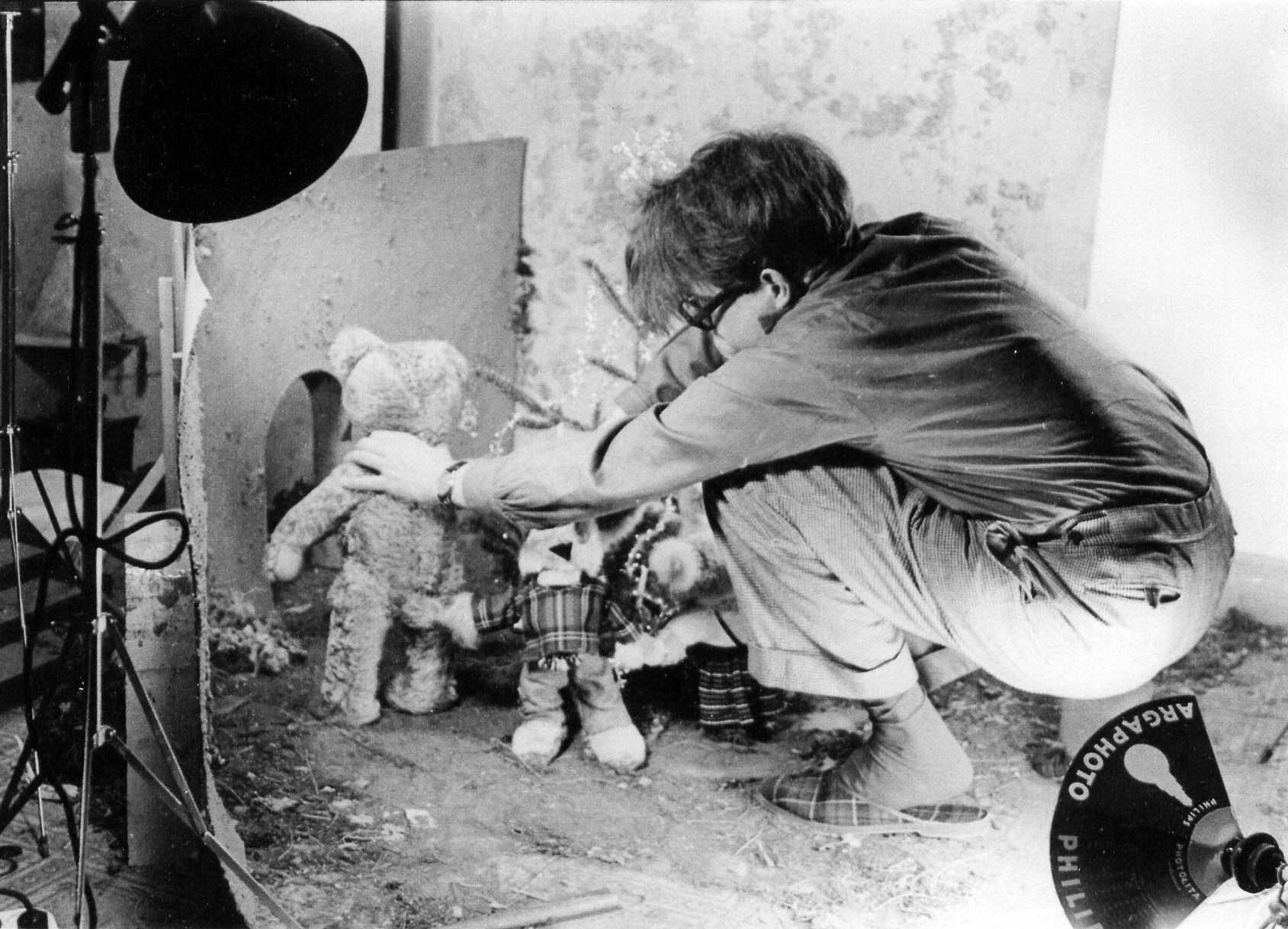
Andréasson i arbete med den animerade tv-serien Nalle ritar och berättar (1950-tal).

 Inspirerad av den svenska televisionens pionjärprogram gjorde Andréasson sin första TV-serie Nalle ritar och berättar (1958–1959). Äntligen fick han omsätta sina beprövade bildberättelser i rörligt medium och gjorde även material för pressen baserat på de egna tv-filmerna: dels en tecknad serie med samma namn som gick i flera tidningar och dels fotoserien "TV-Nalle och Hustomten" i serietidningen Cirkus (1959), med foton av Barbro Frodi.

### Bamse och Pellefant
I början av 1960-talet utvecklade han en ny björnkaraktär att göra tv-film av. Det resulterade i sex filmer om "Bamse – världens starkaste björn" som premiärsändes hösten 1966. Samtidigt började Bamse gå som veckoserie i Allers (1966–1970). "Mottagandet blev sådant att jag började fundera på en Bamses egen serietidning", summerade Rune Andréasson senare; "Jag lade ner veckoserien för att göra sju färgfilmer och förbereda serietidningen."

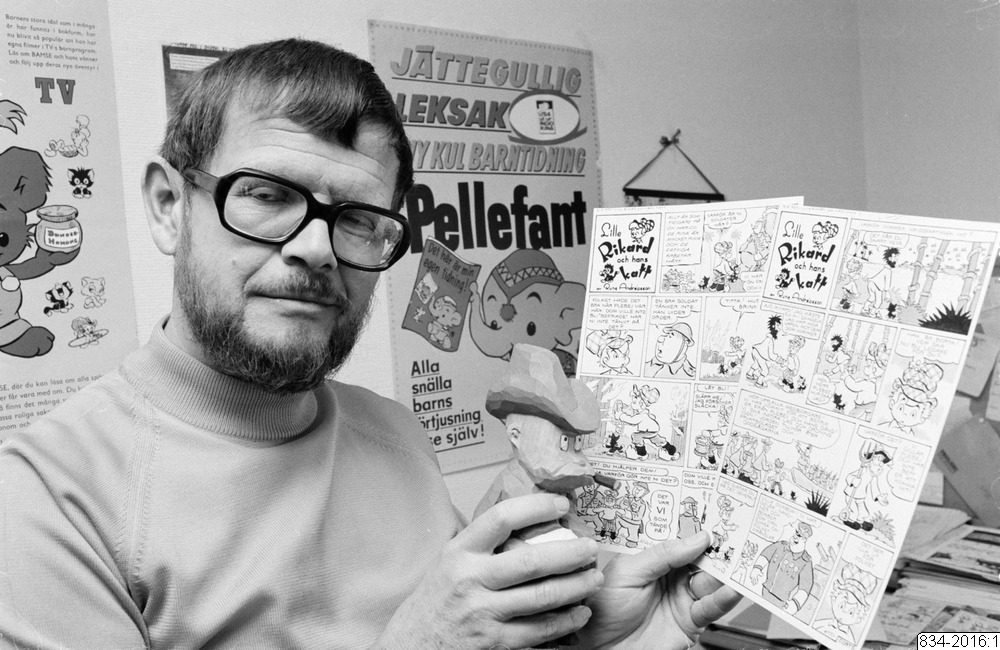
Andréasson i sin ateljé i Viken, 1973. I handen håller han Adamsonstatyetten han vann 1969.

Under arbetet med de första Bamse-filmerna hade han startat serietidningen Pellefant (1965–1993), vars titelserie spöktecknades efter Andréassons manus. Han såg liknande möjligheter i Bamse och bildade delvis därför det egna aktiebolaget Rune A-serier AB vid nyåret 1970. Julen 1972 sändes slutligen de första färgfilmerna om Bamse i  Beppe Wolgers jullovsmorgonprogram och i anslutning till detta lanserades serietidningen Bamse i januari 1973.
Efter 1974 skapade han inget nytt material för tidningen Pellefant (vars titelserie övertogs av dansken Gil Johansen). Han valde att som serieskapare nu helt koncentrera sig på Bamsetidningen.

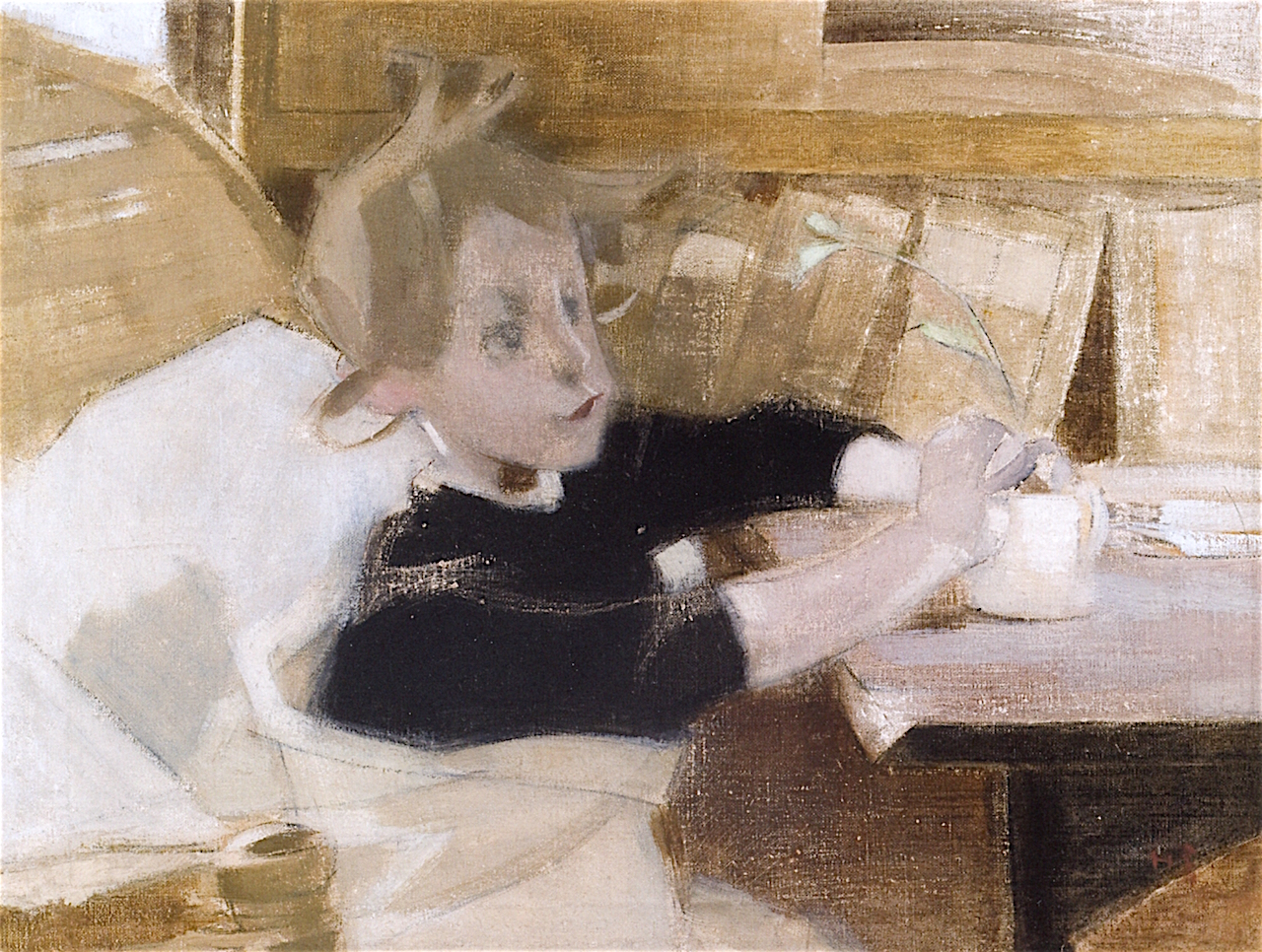
Andréasson hade flera konstaffischer i Bamse 1986–1990. Först ut var Helene Schjerfbecks Konvalescenten II.

Från och med årgång 1976 tecknades Bamse-serierna primärt av spanjoren Francisco Torá, till förmån för Andréassons tidsslukande filmarbete. Sedan två nya Bamsefilmer premiärsänts 1981 övertog Rune A-serier AB utgivningen av Bamsetidningen, hemifrån Kalvlyckevägen i Viken. Seriernas teman utvecklades under 1980-talet till mer vardagsnära skildringar av Bamses familjeliv och pläderande för bildning och kultur, rättvisa och solidaritet. Från 1983 använde sig Andréasson även av den svenske spöktecknaren Bo Michanek i Malmö, som utgjorde ett viktigt och kvalitativt tillskott. När danskägda mediekoncernen Gutenberghus övertog produktionen av nya Bamse-serier från och med nummer 8/1990 ville Rune Andréasson att tillkommande bildskapare skulle efterlikna Michaneks sätt att teckna.

### Ålderdom
I samband med förlagsbytet 1990 pensionerade sig Andréasson från tidnings- och filmproduktionen vid en ålder av 65 år. Därefter började han (för första gången på uppemot två decennier) skriva och måla nya bilderböcker med Bamse-figurerna. Under en övergångsperiod på två år (Bamse 8/1990–7/1992) förhandsgranskade Rune Andréasson alla manus som den nya redaktionen övervägde att använda. Under samma period tecknade han också fortsatt alla omslag samt affischbilagor och några andra mindre frekventa inslag i tidningen. Åren 1995–1998 skrev han i hemlighet 61 nya seriemanus för postumt bruk. Sista serien Rune Andréasson både skrev och tecknade publicerades i programbladet till teaterföreställningen Bamses födelsedagskalas 1998. Sista åren av sitt liv var han engagerad i att utveckla Bamses Värld (1998–) på Kolmårdens djurpark.
Andréasson avled 1999 till följd av cancer. Han är gravsatt i minneslunden på Vikens nya kyrkogård.

## Familj
Andréasson gifte sig 1959 med Maivor Lundström och fick barnen Dan (född 1959), Ola (född 1961), Pål (född 1968) och Viktoria (född 1973). Andréassons familj var även inblandad i Bamsetidningens och Bamse-filmernas produktion, inte minst 1982–1990, då familjeföretagen Rune A-serier AB/Bamse Förlaget producerade tidningen i familjens hem i Viken.
Flera av figurerna i Bamseserien är uppkallade efter familjen Andréasson: släktnamnet Viktoria användes åt Bamses båt och mamma, hustrun Maivor åt Bamses dotter Nalle-Maja och sonen Olas namn återkommer hos Ola Grävling. Bamses pappa Hebbe har namnet gemensamt med Andréassons pappa Heribert, liksom Bamses farmor (Augusta Beata) och mormor (Anna-Cilla) bär samma namn som Rune Andréassons farmor och mormor.

## Tecknade serier
Tabellen avser att i möjligaste mån täcka in (enbart) första kända publiceringen för respektive verk.
| År        | Titel                         | Publiceringsform    | Var                                                                   | Nummer/datum/årg.                                              | Omfång                       | Ev. medarbetare | Ref.                           |
| --------- | ----------------------------- | ------------------- | --------------------------------------------------------------------- | -------------------------------------------------------------- | ---------------------------- | --- | ------------------------------ |
| 1944–1967 | Brum (Äventyr bland djuren)   | veckostrippar       | Allers                                                                | 1944:1–1947:53                                                 | 1 142 st.                    | | [ 46 ] [ 9 ]                   |
| 1944–1967 | Brum (Äventyr bland djuren)   | veckostrippar       | Göteborgs-Posten                                                      | 1945-07-07–1967-09-09                                          | 1 142 st.                    | | [ 46 ] [ 9 ]                   |
| 1945      | En julsaga                    | fyrstripp           | Sotarens Jul                                                          | 1945                                                           | 1 s.                         | |                                |
| 1949–1962 | Teddy                         | helsidesföljetong   | Het kompas                                                            | 1949-08-11–                                                    |                              | | [ 11 ]                         |
| 1949–1962 | Teddy                         | dagsstrippar        | Östgöta-Correspondenten                                               | 1952-07-01–1954-07-08                                          | 612 st.                      | | [ 47 ] [ bättre källa behövs ] |
| 1949–1962 | Teddy                         | serietidningsserier | Tuff och Tuss                                                         | 1953:1–1958:12                                                 | 330 s.                       | | [ 47 ] [ bättre källa behövs ] |
| 1949–1962 | Teddy                         | serietidningsserier | Cirkus                                                                | 1959:1–3                                                       | 14 s.                        | | [ 47 ] [ bättre källa behövs ] |
| 1949–1962 | Teddy                         | serietidningsserier | Teddy                                                                 | 1959:1–1960:38                                                 |                              | | [ 47 ] [ bättre källa behövs ] |
| 1949–1962 | Teddy                         | julalbum            | Teddy på skattsökarfärd                                               | 1953                                                           |                              | |                                |
| 1949–1962 | Teddy                         | julalbum            | Teddys jul                                                            | 1954                                                           | 31 s.                        | |                                |
| 1949–1962 | Teddy                         | jultidningsserie    | Julbocken                                                             | 1962                                                           | 3 s.                         | |                                |
| 1950–1951 | Tant Ellens dansskola         | veckostrippar       | Göteborgs-Posten                                                      |                                                                | 60 st.                       | Manus: Ellen Bergman. |                                |
| 1951–1973 | Lille Rikard och hans katt    | söndagssidor        | Aftonbladet                                                           | 1951-12-23–1960-05-15                                          | 1 082 st.                    | | [ 17 ]                         |
| 1951–1973 | Lille Rikard och hans katt    | söndagssidor        | ?                                                                     | ?                                                              | 1 082 st.                    | | [ 17 ]                         |
| 1951–1973 | Lille Rikard och hans katt    | albumserie          | Rikard och hans katt                                                  | 1973                                                           | 2 s.                         | |                                |
| 1954–1956 | Nicke Bock                    | tvåstripp           | Kamratposten                                                          | 1954:11–1955:19-20                                             | 28 s.                        | |                                |
| 1954–1956 | Nicke Bock                    | jultidningsserier   | Julbocken                                                             | 1955–1956                                                      | 2 s.                         | |                                |
| 1955      | Kalle Bolund                  | reklamseriehäfte    | Kalle Bolund                                                          |                                                                | 7 s.                         | | [ 48 ]                         |
| 1956      | Pricken som julklappsvakthund | serietidningsserie  | Tuff och Tuss                                                         | 1956:12                                                        | 2 s.                         | | [ 49 ]                         |
| 1958–1960 | Nalle ritar och berättar      | helsidesföljetong   |                                                                       |                                                                | {\displaystyle \geq } 265 s. | | [ 50 ]                         |
| 1958      | Berättelsen om Jona           | helsidesföljetong   | S:t Jakobs Kyrka: organ för S:t Jakobs Metodistförsamlings verksamhet | 1958:6–9                                                       | 4 s.                         | |                                |
| 1959      | Berättelsen om Noa            | helsidesföljetong   | S:t Jakobs Kyrka: organ för S:t Jakobs Metodistförsamlings verksamhet | 1959:1–5                                                       | 5 s.                         | |                                |
| 1959      | Puck                          | biserie i ...       | Teddy                                                                 |                                                                |                              | |                                |
| 1959      | Joe                           | biserie i ...       | Teddy                                                                 |                                                                |                              | |                                |
| 1959      | Rulle                         | biserie i ...       | Teddy                                                                 |                                                                |                              | |                                |
| 1959      | Uhu                           | biserie i ...       | Teddy                                                                 |                                                                |                              | |                                |
| 1962      | Pojken och bergatrollet       | serietidningsserier | Sagoserien                                                            | nr 79                                                          | 28 s.                        | | [ 51 ]                         |
| 1962      | Akke Lapp och Gråben          | serietidningsserier | Sagoserien                                                            | nr 79                                                          | 4 s.                         | | [ 51 ]                         |
| 1962–1978 | Pellefant                     | serietidningsserier | Sagoserien                                                            | 84 (1962) 89 (1963) 102 (1964)                                 | 32 s. 32 s. 32 s.            | |                                |
| 1962–1978 | Pellefant                     | serietidningsserier | Pellefant                                                             | 1965–74                                                        |                              | Teckning/tusch: delvis Gösta Gummesson (1965–1974) och Georges Bessis (1970-tal). |                                |
| 1962–1978 | Pellefant                     | serietidningsserier | Bamse                                                                 | 1974:3–12 1975:1–7, 9–12 1976:1–5, 7–10 1977:1–12 1978:2–8, 11 | 217 s.                       | Teckning/tusch: delvis Gösta Gummesson (1975–1978: 128 s.). |                                |
| 1963      | Lasse och Lena från Legoland  | reklamserier        | Allers                                                                |                                                                |                              | | [ 52 ]                         |
| 1966–1998 | Bamse                         | trestripp           | Allers                                                                | 1966:46–1970:12                                                | 176 s.                       | | [ 53 ]                         |
| 1966–1998 | Bamse                         | serietidningsserier | Bamse                                                                 | 1973:1–1990:7                                                  |                              | Teckning/tusch: delvis Francisco Tora (1976–1990) och Bo Michanek (1983–1990: 708 s.). |                                |
| 1966–1998 | Bamse                         | serietidningsserier | Bamse                                                                 | 1991:2–3                                                       | 2 s.                         | |                                |
| 1966–1998 | Bamse                         | serietidningsserier | Bamse                                                                 | 1996:13                                                        | 1 s.                         | | [ 38 ]                         |
| 1966–1998 | Bamse                         | album               | Bamses bästa                                                          | 2 (1981)                                                       | 2 s.                         | |                                |
| 1966–1998 | Bamse                         | teaterprogram       | Bamses födelsedagskalas                                               | 1998                                                           | 2 s.                         | |                                |
| 1973–1975 | Habibu                        | biserier i ...      | Bamse                                                                 | 1973:9–12; 1975:11–12                                          | 42 s.                        | |                                |
| 1975      | Rulle och Maja                | biserier i ...      | Bamse                                                                 | 1975:8–9                                                       | 12 s.                        | |                                |
| 1976      | Serie om serier               | specialserie        | Aftonbladet                                                           | 1976-02-15                                                     | 1 s.                         | |                                |
| 1986      | En annan ful ankunge          | biserie i ...       | Bamse                                                                 | 1986:12                                                        | 5 s.                         | |                                |
| Postumt:  |                               |                     |                                                                       |                                                                |                              | |                                |
| 2000–2015 | Bamse: PM-serierna            | serietidningsserier | Bamse                                                                 | 2001:1–2 m.fl. (2000–2014)                                     | 651 s.                       | Teckning/tusch: Tony Cronstam (2000–2015), Kenneth Hamberg (2001–2003), Kerstin Hamberg (2001–2013), Lars Bällsten (2001–2015), Ann Härdfeldt (2002–2012), Bernt Hanson (2006–2015), Andreas Qassim (2007–2015) och Adam Blomgren (2011–2015). | [ 54 ]                         |
| 2000–2015 | Bamse: PM-serierna            | serietidningsserier | Bamsebiblioteket: PM-serierna                                         | 2 (2011); 4 (2015)                                             | 71 s.                        | Teckning/tusch: Tony Cronstam (2000–2015), Kenneth Hamberg (2001–2003), Kerstin Hamberg (2001–2013), Lars Bällsten (2001–2015), Ann Härdfeldt (2002–2012), Bernt Hanson (2006–2015), Andreas Qassim (2007–2015) och Adam Blomgren (2011–2015). | [ 54 ]                         |
| 2000–2015 | Bamse: PM-serierna            | serietidningsserier | Bamses äventyr                                                        | 36 (2011)                                                      | 16 s.                        | Teckning/tusch: Tony Cronstam (2000–2015), Kenneth Hamberg (2001–2003), Kerstin Hamberg (2001–2013), Lars Bällsten (2001–2015), Ann Härdfeldt (2002–2012), Bernt Hanson (2006–2015), Andreas Qassim (2007–2015) och Adam Blomgren (2011–2015). | [ 54 ]                         |
| 2008      | Mick                          | bonusmaterial i ... | Bamsebiblioteket                                                      | 25                                                             | 6 s.                         | |                                |
| 2008      | Trumpo                        | bonusmaterial i ... | Bamsebiblioteket                                                      | 25                                                             | 5 s.                         | |                                |
| 2008      | Kisse Katt                    | bonusmaterial i ... | Bamsebiblioteket                                                      | 25                                                             | 14 str.                      | |                                |
| 2010      | Teddy                         | biserier i ...      | Bamses äventyr                                                        | 29–30                                                          | 7 s.                         | | [ 47 ]                         |
| 2015      | Bamse                         | bonusmaterial i ... | Bamsebiblioteket:PM-serierna                                          | 4                                                              | 23 s.                        | Teckning: Lars Bällsten. Tusch: Bernt Hanson. |                                |
| År        | Titel                         | Publiceringsform    | Var                                                                   | Nr/datum/årg.                                                  | Omfång                       | Ev. medarbetare | Ref.                           |

### Tidslinje
Tidslinjen nedan redogör för seriernas originalpubliceringar från debuten 1944 och framåt (avrundat till hela årtal); dels sådana som ägt rum under fler än ett år (grönt) och dels sådana som begränsats till ett enstaka år (rött). Mörkare nyans = postum publicering.  

## TV-produktioner (manus och animation)

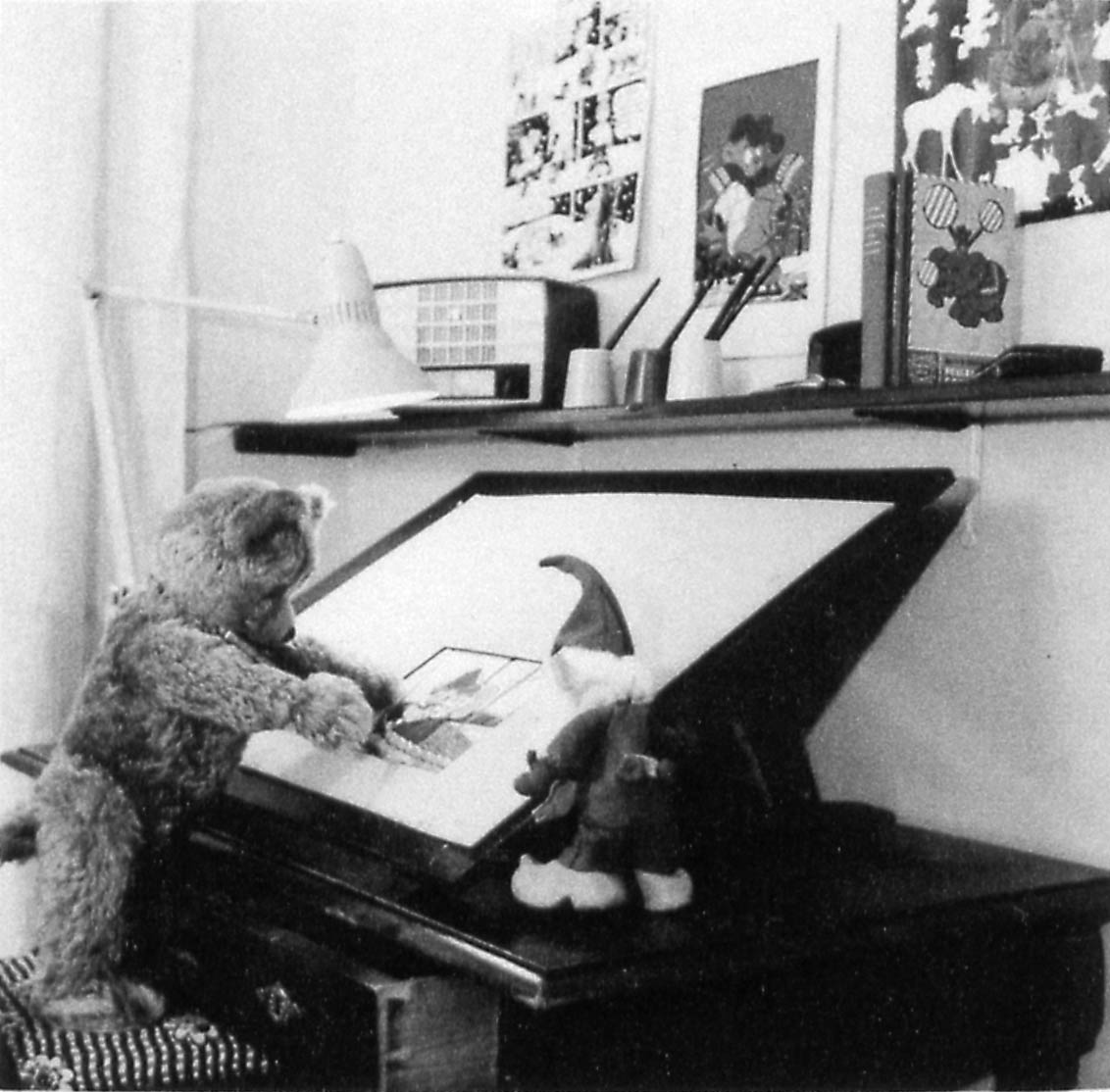
Nalle och Hustomten i tv-serien Nalle ritar och berättar, omgivna av diverse Rune Andréasson-verk.

| År   | Serie                    | Säsong | Avsnitt                                    | Berättare     | Längd   | Premiär             | Kanal   | Ref.                 |
| ---- | ------------------------ | ------ | ------------------------------------------ | ------------- | ------- | ------------------- | ------- | -------------------- |
| 1958 | Nalle ritar och berättar | 1      | 1. Rulle, Maja och räven                   | Gunnar Olsson |         | 1958-09-01 (måndag) | TV0     | [ 55 ]               |
| 1958 | Nalle ritar och berättar | 1      | 2. Ballongfärden                           | Ragnar Falck  |         | 1958-09-22 (måndag) | TV0     | [ 56 ]               |
| 1958 | Nalle ritar och berättar | 1      | 3. Åsnan Kal                               | Ragnar Falck  |         | 1958-10-13 (måndag) | TV0     | [ 57 ]               |
| 1958 | Nalle ritar och berättar | 1      | 4. Joe och Jocke på lejonjakt              | Ragnar Falck  |         | 1958-11-03 (måndag) | TV0     | [ 58 ]               |
| 1958 | Nalle ritar och berättar | 1      | 5. Puck och björnen                        | Ragnar Falck  |         | 1958-11-24 (måndag) | TV0     | [ 59 ]               |
| 1958 | Nalle ritar och berättar | 1      | 6. Nalle firar julafton                    | Ragnar Falck  |         | 1958-12-22 (måndag) | TV0     | [ 60 ]               |
| 1959 | Nalle ritar och berättar | 1      | 7. Pelle Jöns                              | Ragnar Falck  |         | 1959-02-09 (måndag) | TV0     |                      |
| 1959 | Nalle ritar och berättar | 1      | 8. Skidtävlingen                           | Ragnar Falck  |         | 1959-03-23 (måndag) | TV0     | [ 61 ]               |
| 1959 | Nalle ritar och berättar | 1      | 9. Puck på nya äventyr                     | Ragnar Falck  |         | 1959-04-20 (måndag) | TV0     | [ 62 ]               |
| 1959 | Nalle ritar och berättar | 1      | 10. Brums äventyr                          | Ragnar Falck  |         | 1959-05-18 (måndag) | TV0     | [ 63 ]               |
| 1966 | Bamse (svartvitt)        | 1      | 1. Världens starkaste björn                | Rolf Lundgren | 16 min. | 1966-10-29 (lördag) | TV0     | [ 64 ] [ 65 ]        |
| 1966 | Bamse (svartvitt)        | 1      | 2. Skalmans märkliga bil                   | Rolf Lundgren | 15 min. | 1966-11-05 (lördag) | TV0     | [ 65 ] [ 66 ]        |
| 1966 | Bamse (svartvitt)        | 1      | 3. Ett lejon har rymt från en cirkus (1/2) | Rolf Lundgren | 17 min. | 1966-11-12 (lördag) | TV0     | [ 65 ] [ 67 ]        |
| 1966 | Bamse (svartvitt)        | 1      | 4. Afrikaresan (2/2)                       | Rolf Lundgren | 15 min. | 1966-11-19 (lördag) | TV0     | [ 65 ] [ 68 ]        |
| 1966 | Bamse (svartvitt)        | 1      | 5. Resan till Badköping                    | Rolf Lundgren | 15 min. | 1966-11-26 (lördag) | TV0     | [ 65 ] [ 69 ]        |
| 1966 | Bamse (svartvitt)        | 1      | 6. Nu är det vinter                        | Rolf Lundgren | 16 min. | 1966-12-03 (lördag) | TV0     | [ 65 ] [ 70 ]        |
| 1972 | Bamse (färg)             | 2      | 1. Skattsökarfärden (1/2)                  | Olof Thunberg | 17 min. | 1972-12-23 (lördag) | TV1     | [ 71 ] [ 72 ]        |
| 1972 | Bamse (färg)             | 2      | 2. Skattsökarfärden fortsättning (2/2)     | Olof Thunberg | 16 min. | 1972-12-24 (söndag) | TV1     | [ 73 ] [ 74 ]        |
| 1972 | Bamse (färg)             | 2      | 3. Vulkanutbrottet (1/2)                   | Olof Thunberg | 14 min. | 1972-12-25 (måndag) | TV1     | [ 73 ] [ 75 ]        |
| 1972 | Bamse (färg)             | 2      | 4. XYZ-saften (Bamse och draken) (2/2)     | Olof Thunberg | 17 min. | 1972-12-26 (tisdag) | TV1     | [ 73 ] [ 76 ]        |
| 1972 | Bamse (färg)             | 2      | 5. Vargen äter dunderhonung                | Olof Thunberg | 15 min. | 1972-12-30 (lördag) | TV1     | [ 77 ] [ 78 ]        |
| 1972 | Bamse (färg)             | 2      | 6. Flygande mattan (1/2)                   | Olof Thunberg | 16 min. | 1972-12-31 (söndag) | TV1     | [ 73 ] [ 79 ]        |
| 1973 | Bamse (färg)             | 2      | 7. Bamse möter en trollkarl (2/2)          | Olof Thunberg | 15 min. | 1973-01-01 (måndag) | TV1     | [ 80 ]               |
| 1981 | Bamse (färg)             | 3      | 8. Den lilla åsnan (1/2)                   | Olof Thunberg | 17 min. | 1981-04-18 (lördag) | TV1     | [ 81 ] [ 82 ]        |
| 1981 | Bamse (färg)             | 3      | 9. Den stora kapplöpningen (2/2)           | Olof Thunberg | 18 min. | 1981-04-19 (söndag) | TV1     | [ 73 ] [ 83 ] [ 84 ] |
| 1991 | Bamse (färg)             | 4      | 10. Bamse i Trollskogen                    | Olof Thunberg |         | 1991-01-13 (söndag) | Kanal 1 | [ 73 ] [ 85 ]        |

## Filmografi
| År   | Roll                              | Produktion                             | Regi                | Filmbolag                          | Premiär          | Ref.   |
| ---- | --------------------------------- | -------------------------------------- | ------------------- | ---------------------------------- | ---------------- | ------ |
| 1948 | Evert, busgrabb                   | Musik i mörker Dagmar Edqvist          | Ingmar Bergman      | Terrafilm                          | 17 januari 1948  | [ 86 ] |
| 1948 | swingpjatten som dansar med Berit | Hamnstad Olle Länsberg, Ingmar Bergman | Ingmar Bergman      | Svensk Filmindustri                | 11 oktober 1948  | [ 87 ] |
| 1948 | Lillebror, rekryt                 | Soldat Bom Per Schytte, Nils Poppe     | Lars-Eric Kjellgren | Fribergs Filmbyrå /Komiska Teatern | 15 december 1948 | [ 88 ] |

## Teater

### Roller
| År   | Roll                     | Produktion                                   | Regi                | Teater                                                               | ggr | Ref.                            |
| ---- | ------------------------ | -------------------------------------------- | ------------------- | -------------------------------------------------------------------- | --- | ------------------------------- |
| 1938 |                          | Lidelse Charles de Peyret-Chappuis           | Maria Schildknecht  | Göteborgs stadsteater 19 november 1938–                              | 16  | [ 89 ] [ 90 ]                   |
| 1939 |                          | Guldbröllop Dodie Smith                      | Torsten Hammarén    | Göteborgs stadsteater 8 september 1939–                              | 26  | [ 91 ] [ 92 ]                   |
| 1940 |                          | Madame sans gène Victorien Sardou            | Helge Wahlgren      | Göteborgs stadsteater 30 mars 1940–                                  | 31  | [ 93 ] [ 92 ]                   |
| 1940 |                          | Diana går på jakt Terence Rattigan           | Helge Wahlgren      | Göteborgs stadsteater 1 november 1940–                               | 30  | [ 93 ] [ 94 ]                   |
| 1944 | Scholaris 2              | Mäster Olof August Strindberg                | Knut Ström          | Göteborgs stadsteater 21 november–26 december 1944                   | 24  | [ 93 ] [ 95 ] [ 96 ]            |
| 1944 |                          | Elddonet H. C. Andersen                      | Lars-Levi Læstadius | Göteborgs stadsteater 9 december 1944–21 januari 1945                | 9   | [ 93 ] [ 95 ] [ 97 ]            |
| 1945 |                          | Piraten S. N. Behrman                        | Knut Ström          | Göteborgs stadsteater 1 januari 1945–                                | 37  | [ 93 ] [ 95 ]                   |
| 1945 | Buddy                    | Son av sitt land Paul Green, Richard Wright  | Torsten Hammarén    | Göteborgs stadsteater 10 mars 1945–                                  | 25  | [ 93 ] [ 95 ] [ 98 ]            |
| 1945 |                          | Vår ofödde son Vilhelm Moberg                | Knut Ström          | Göteborgs stadsteater 14 september 1945–                             | 33  | [ 93 ] [ 95 ]                   |
| 1945 | kund i en leksaksbutik   | Clownen Beppo Else Fisher                    | Herman Ahlsell      | Göteborgs stadsteater 19 december 1945–                              | 14  | [ 93 ] [ 95 ] [ 99 ]            |
| 1946 | Whitney                  | Pappa Russel Crouse, Clarence Day            | Helge Wahlgren      | Göteborgs stadsteater 25 oktober–27 november 1946; 26 december 1946– | 49  | [ 100 ] [ 101 ] [ 102 ] [ 103 ] |
| 1946 | Caligulas dvärg          | Caligula Albert Camus                        | Ingmar Bergman      | Göteborgs stadsteater 29 november–21 december 1946                   | 21  | [ 104 ] [ 101 ] [ 105 ] [ 103 ] |
| 1946 | Nisse Rask               | Putte Pucks äventyr Edith Heinrich           | Josef Halfen        | Göteborgs stadsteater 7 december 1946–                               | 12  | [ 106 ] [ 93 ] [ 107 ]          |
| 1947 | En tjänare hos don Pedro | Don Gil med de gröna byxorna Tirso de Molina | Knut Ström          | Göteborgs stadsteater 11 januari 1947–                               | 34  | [ 108 ] [ 101 ]                 |
| 1947 | gatsopare                | A 2 tar högvakten Carl.-E. Rydberg           | Josef Halfen        | Götaplatsen 17 maj 1947                                              |     | [ 109 ]                         |
| 1948 | Jägaren                  | Herr Sleeman kommer Hjalmar Bergman          | Helge Hagerman      | Parkteatern 25–31 augusti 1948                                       | 5   | [ 110 ] [ 111 ] [ 112 ] [ 113 ] |
| 1949 | Kapten Efraim Långstrump | Pippi Långstrump Astrid Lindgren             | Tom Lindahl         | Cabarethallen, Liseberg 14 maj–18 september 1949                     | 21  | [ 114 ] [ 115 ]                 |
| 1950 | Ede                      | Tolvskillingsoperan Bertolt Brecht           | Ingmar Bergman      | Intima Teatern 17 oktober–27 december 1950                           | 64  | [ 116 ] [ 117 ] [ 118 ]         |

### Manus och scenografi
| År   | Produktion                                  | Regi       | Teater                                                    | ggr | längd   | Ref.                    |
| ---- | ------------------------------------------- | ---------- | --------------------------------------------------------- | --- | ------- | ----------------------- |
| 1955 | Åsnan Kal från Slottsskogen Rune Andréasson | Tom Olsson | Göteborgs stadsteater 30 november 1955–1 januari 1956     | 12  |         | [ 120 ] [ 121 ]         |
| 1998 | Bamse och mini-draken Rune Andréasson       |            | Bamseteatern på Bamses värld 2 maj 1998–30 september 2012 |     | 12 min. | [ 125 ] [ 126 ] [ 127 ] |

## Radio
| År   | Roll                         | Produktion                                                                      | Regi             | Datum                         | Ref.                                                                    |
| ---- | ---------------------------- | ------------------------------------------------------------------------------- | ---------------- | ----------------------------- | ----------------------------------------------------------------------- |
| 1937 | Mårten                       | När skomakarns Mårten fick se kungen Ajax, efter en berättelse av Henrik Wranér |                  | 18 september 1937             | [ 128 ]                                                                 |
| 1945 | en fotbollsspelare           | Två små städer Nils Brantzeg                                                    | Henrik Dyfverman | 8 augusti 1945                | [ 129 ]                                                                 |
| 1949 | Börje                        | Filmen om Ingegärd (del 2–10) Sune Bergström                                    | Åke Falck        | 30 september–25 november 1949 | [ 130 ] [ 131 ] [ 132 ] [ 133 ] [ 134 ] [ 135 ] [ 136 ] [ 137 ] [ 138 ] |
| 1950 | son i huset                  | Doktorn från Dunmore Thomas Patric Dillon, Nolan Leary                          | Åke Falck        | 14 oktober 1950               | [ 139 ]                                                                 |
| 1951 | Andreas, en ung lantarbetare | Bussresan Gustav Sandgren                                                       | Åke Falck        | 10 mars 1951                  | [ 140 ] [ 141 ]                                                         |